# MTV Video Music Award para Álbum do Ano
O MTV Video Music Award para Álbum do Ano (no original em inglês: MTV Video Music Award for Album of the Year) é um prêmio concedido no MTV Video Music Awards. Foi apresentado pela primeira vez no MTV Video Music Awards de 2022, tendo esta sido a primeira vez que a premiação reconheceu álbuns. Harry Styles foi o primeiro vencedor da categoria, com Harry's House. A categoria não foi apresentada em 2024 e retornou em 2025.

## Vencedores e indicados

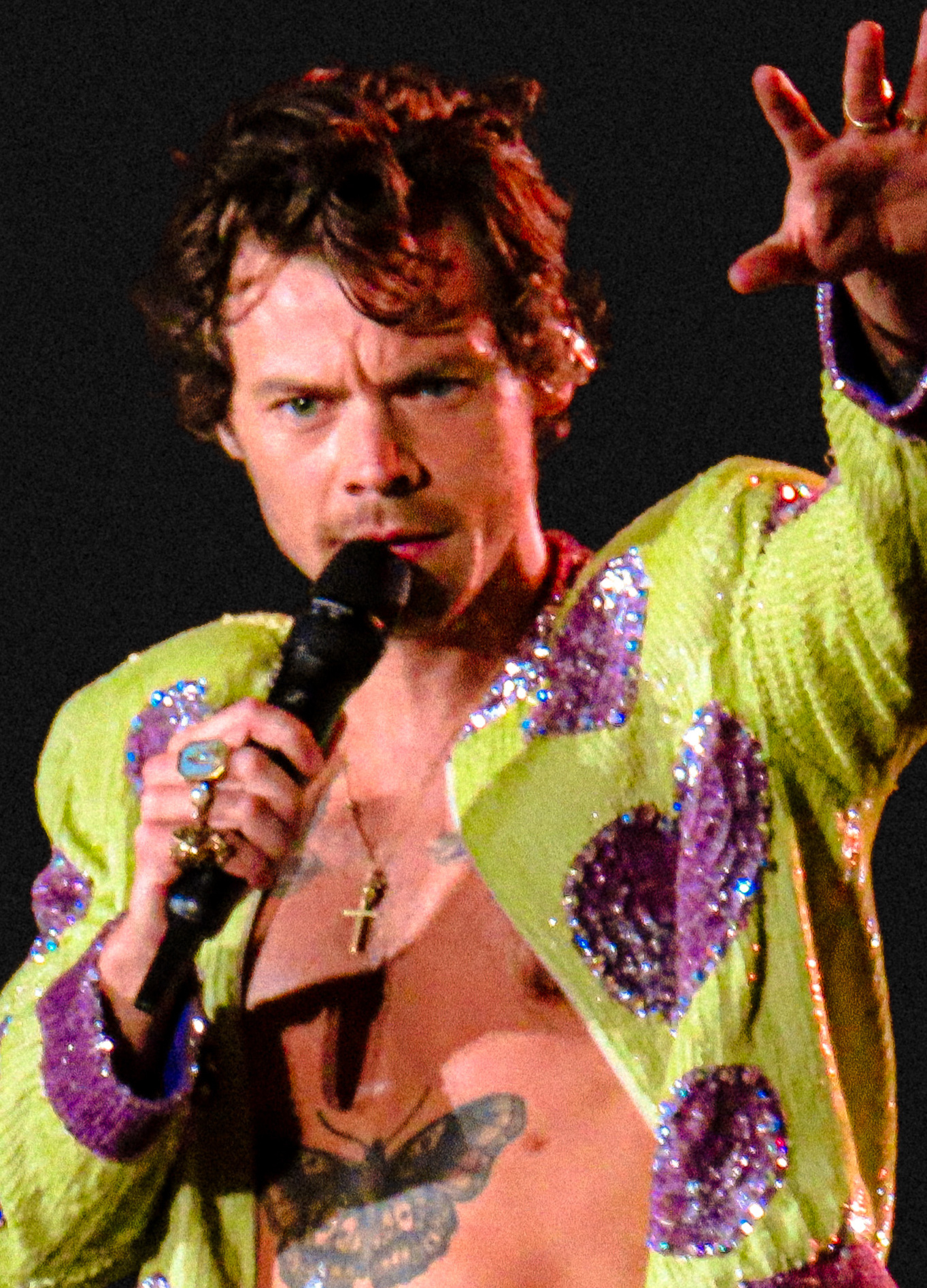
Harry Styles, vencedor inaugural

### Década de 2020
| Ano  | Vencedor(a)                  | Indicados | Ref.                   |
| ---- | ---------------------------- | --- | ---------------------- |
| 2022 | Harry's House – Harry Styles | - 30 – Adele - Un Verano Sin Ti – Bad Bunny - Happier Than Ever – Billie Eilish - Certified Lover Boy – Drake                                                                          | [ 1 ]                  |
| 2023 | Midnights – Taylor Swift     | - Renaissance – Beyoncé - Her Loss – Drake e 21 Savage - Heroes & Villains – Metro Boomin - Endless Summer Vacation – Miley Cyrus - SOS – SZA                                          | [ 2 ]                  |
| 2024 | Prêmio não apresentado       | Prêmio não apresentado | Prêmio não apresentado |
| 2025 |                              | - Bad Bunny – Debí Tirar Más Fotos - Kendrick Lamar – GNX - Lady Gaga – Mayhem - Morgan Wallen – I'm the Problem - Sabrina Carpenter – Short n' Sweet - The Weeknd – Hurry Up Tomorrow | [ 3 ]                  |